# Kostel svatého Vavřince (Hořetice)
Kostel svatého Vavřince v Hořeticích je původně gotická sakrální stavba, přestavěná a prodloužená v roce 1689. Je chráněn jako kulturní památka České republiky.

## Historie a stavební vývoj
První písemná zmínka o kostele pochází z roku 1356. Tehdy prezentovali rytíři z Hořetic Jarohněv, Pešek a Čáslav za faráře Smila, který nahradil zemřelého pátera Petra. Do husitských válek je známo několik dalších jmen duchovních správců: 1387 to byl Jeklín, který se soudil s farářem z Prostiboře Smilem, 1412 Jan a 1430 Petr původem ze Žatce. Po třicetileté válce kostel ztratil statut farního a stal se filiálním. Do roku 1683 byl přifařen k Žatci, pak až do roku 1751 k Vysočanům, 1751–1755 k Minicím, poté ke Stranné. Roku 1810 získal kostel vlastního duchovního správce a v roce 1856 se stal opět farním. Prvním farářem byl jmenovaný Josef Seemann.
Svým půdorysem s mírně obdélnou lodí a s odsazeným čtvercovým presbytářem se stavba řadí do skupiny raně gotických kostelů, mezi něž na Podbořansku a Lounsku patří kostely v Buškovicích, Běsně a Vrbně nad Lesy. Jeho stavbu lze zařadit do časového intervalu poslední čtvrtiny 13. století až první čtvrtiny 14. století. Z původního kostela pochází obvodové zdivo presbytáře a východní část lodi.
V průběhu 16. století nahradila stávající křížová klenba presbytáře původní gotickou. V roce 1628 koupil Hořetice Pavel Michna z Vacínova. Rodina vlastnila vesnici do roku 1772. Za Michnů, v roce 1689, byl kostel přestavěn. Loď byla prodloužena západním směrem, na jejím konci zřízena nedochovaná kruchta, gotická okna byla nahrazena půlkruhovými a vchod byl přemístěn ze severu na jih.
Po II. světové válce začal kostel chátrat. Na začátku 70. let byly odbourány sakristie, jižní předsíň a hřbitovní ohradní zeď. Ve 2. polovině 80. let byl vybraný mezi kostely lounského okresu, které se měly kvůli jejich špatnému stavu demolovat. Zabránily tomu změny po roce 1989. V roce 2013 proběhlo statické zajištění zdí, byla opravena střecha a fasáda. Interiér opraven nebyl.

## Architektura

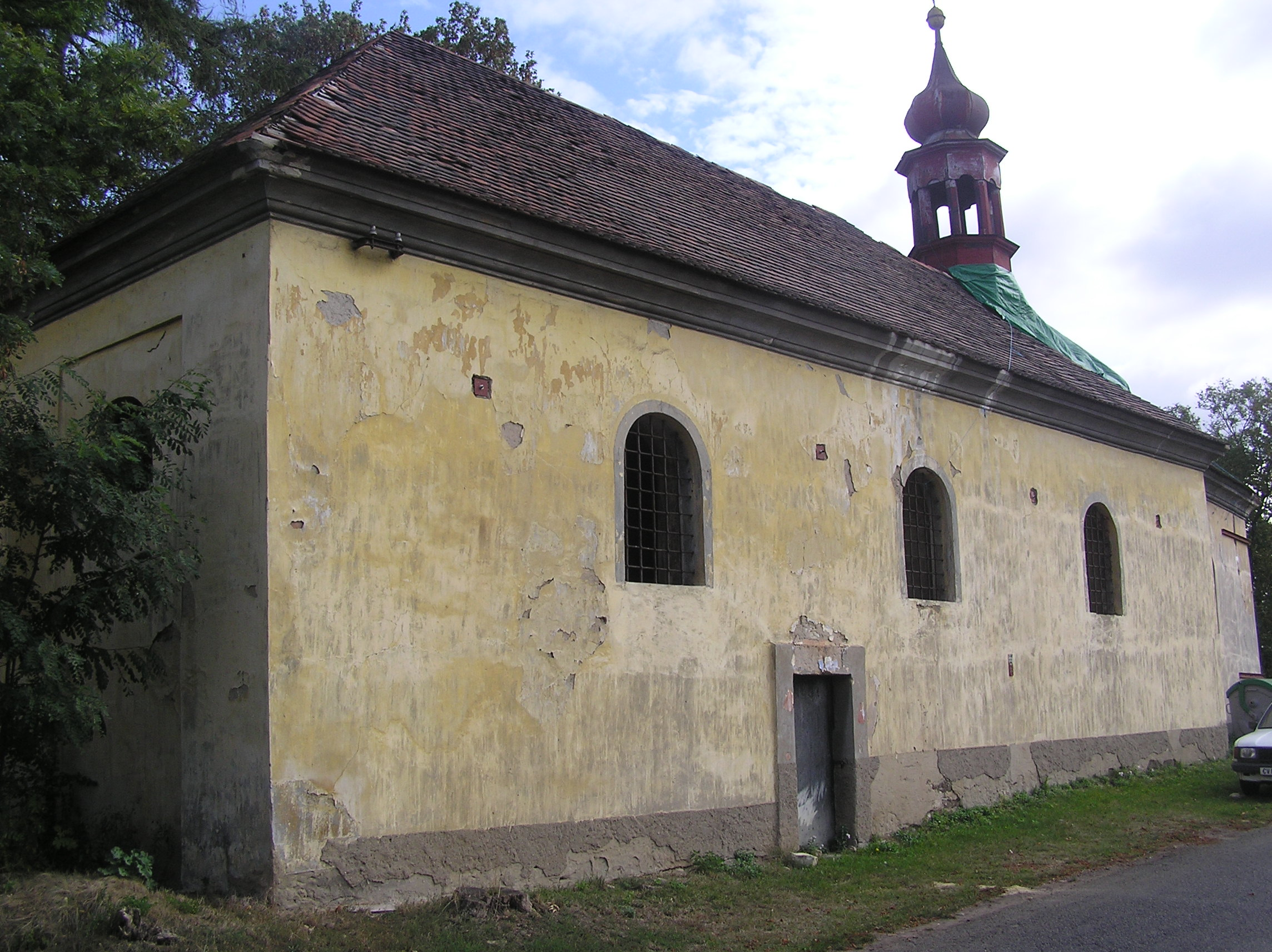
Kostel sv. Vavřince v roce 2012 (v průběhu opravy)

Kostel je jednolodní, obdélná stavba se čtvercovým presbytářem. Loď je dlouhá necelých 17 metrů, široká 7,5 metru. Strana presbytáře dosahuje necelých 6 metrů. Do lodi, kryté trámovým stropem, se vchází od jihu obdélným portálem. Presbytář osvětluje jedno okno na jeho jižní straně, loď má po obou stranách po třech obloukových oknech. Na severovýchodní straně lodi je umístěný opěrný pilíř. Kostel je krytý valbovou střechou.
Žádné vybavení v kostele nezůstalo.

## Okolí

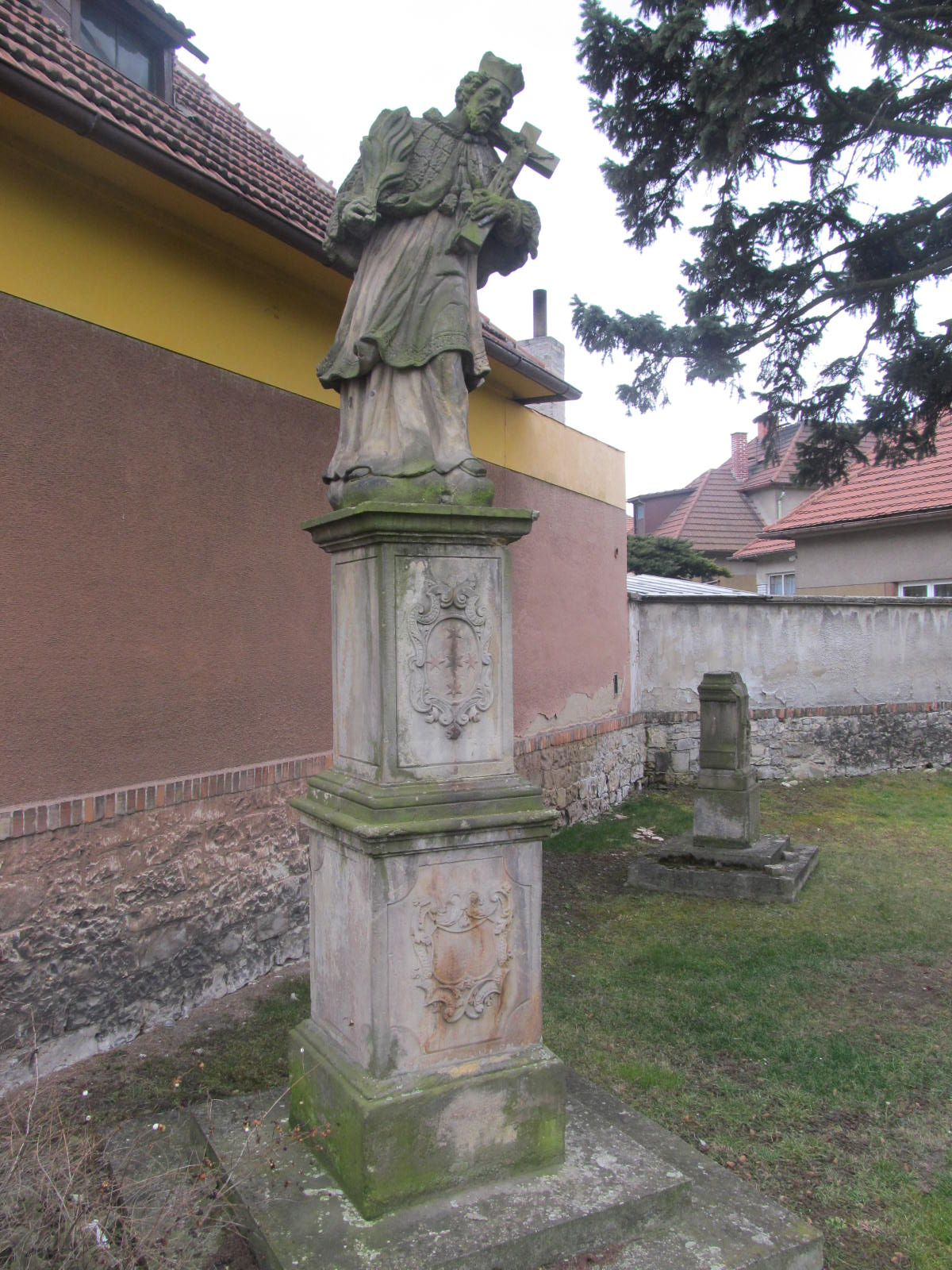
Socha sv. Jana Nepomuckého v Lounech, původně v Hořeticích

V blízkosti kostela je fara čp. 9 z roku 1908. Jedná se o secesní, jednopatrovou budovu. U fary stávala socha sv. Jana Nepomuckého z období kolem roku 1720. V 70. letech 20. století byla přenesena ke kostelu Matky Boží v Lounech.